# Med mord i bagaget
Med mord i bagaget är en svensk-amerikansk svartvit drama- och thrillerfilm från 1959 i regi av Tom Younger. I rollerna ses bland andra John Ireland, Ellen Schwiers och Birgitta Andersson.

## Om filmen
Filmen spelades in 1958 i Metronomes studio i Stocksund. Producent var Younger tillsammans med Sven Nicou och manusförfattare Younger tillsammans med Edward Maze. Fotograf var Bengt Lindström, kompositör Harry Arnold och klippare Lennart Wallén. Filmen hade premiär den 20 mars 1959 i Finland, men hade svensk premiär först i januari 1962 på biografen Slotts i Uppsala.

## Handling
En amerikansk man sitter oskyldigt fängslad för ett brott han aldrig har begått. Driven av hämnd reser han till Stockholm för att söka upp den person som lämnat falska vittnesmål. Personen visar sig dock död och amerikanen inleder ett förhållande med änkan. Efterhand visar det sig att änkan är den som är den verkliga boven i dramat. När änkan konfronteras med sanningen försöker hon döda amerikanen, som dock dödar henne i stället.

## Rollista
- John Ireland – Johnny Hennessy, kallad Greco
- Ellen Schwiers – Nina Christians
- Birgitta Andersson – Helle
- Frank Sundström – Hopkins
- Erik Strandmark – hotellvärden
- Ralph Brown – Jens
- Hans Strååt – kommissarie Bergman
- Tord Peterson – Ib
- Charles Fawcett – marinsoldaten
- Marcia Ford – receptionisten
- John Starck – bartendern
- La Bommie – dansösen
- Mauritz Strömbom – nattvakten
- Ingrid Bergqvist – en flicka

### Fotnoter
1. 1 2 3  ”Med mord i bagaget”. Svensk Filmdatabas. http://sfi.se/sv/svensk-filmdatabas/Item/?itemid=42012&type=MOVIE&iv=Basic&ref=/templates/SwedishFilmSearchResult.aspx?id%3d1225%26epslanguage%3dsv%26searchword%3dmed+mord+i+bagaget%26type%3dMovieTitle%26match%3dBegin%26page%3d1%26prom%3dFalse. Läst 15 april 2013.